# Erasmo Díaz
Erasmo Díaz Yuiján (*Chincha, 24 de mayo de 1925 - † Lima, 7 de enero del 2006), fue un compositor peruano que se hizo internacional con su obra el vals, "Sincera confesión".

## Biografía
Hijo de Erasmo Díaz Laines y Angélica Yuiján Elías, desde temprana edad deletreaba musicalmente en las sonoras teclas de un piano Wetzell, herencia familiar de su madre, la hermosa melodía del vals "Damisela Encantadora". Angélica Yuiján tocaba muy bien el piano y confió la educación musical del pequeño Erasmo, al maestro Juan Ávalos Torres, padre del famoso músico y arreglista Manolo Ávalos, con quien cultivaría, una estrecha amistad que perdura hasta la fecha. Erasmo y Manolo, estudiaron juntos en el Colegio Nacional José Pardo y Barreda de Chincha. Posteriormente, Erasmo viajó a Lima, para cursar sus estudios secundarios en el Colegio Salesiano, de Breña. Tuvo como compañero de carpeta y amigo al recordado compositor Mario Cavagnaro.
Ingresó a la Universidad Nacional Mayor de San Marcos, para realizar sus estudios de derecho. En esta época conoce a una hermosa chica,llamada Anita, de la que quedó enamorado más el corazón de la joven tenía dueño. Esta atracción sirve de inspiración para el vals "Cariñito", con el que logró finalmente conquistarla, diciendo “Desde hace tiempo, enamorado, enamorado estoy, de un cariñito que es, mi gran felicidad...” Cariñito fue estrenado en 1945 por la cantante Jesús Vásquez, quien lo grabara en Buenos Aires con el acompañamiento de Carlos Martínez y su Orquesta. Lamentablemente, esa grabación nunca fue dada a conocer en el Perú por lo que él un 10 de julio de 1950, siendo pianista y director del Conjunto Criollo de Radio América, junto a Noemí Roldán, afamada intérprete criolla del momento lo regrabó en una de las primeras casas disqueras nacionales y logró obtener su consagración. Este es el tema que ha acuñado musicalmente muchísimos hogares del Perú.

## Otras celebradas composiciones
Su acervo creativo fluía sin cesar, muchas veces, casi de madrugada, despertaba a la familia, al compás de una nueva melodía en el piano. Así, fue brotando la inspiración para otras composiciones como "Un Solo Corazón", "Valsecito del Ayer", musicalizado con Domingo Maquiavello, que fue ganador del Concurso nacional de Música Criolla Phillips en el año 1964 y que se convirtió en un tema tradicional de la jarana peruana: “Que no hay criollo cantor ni poema hecho mujer que no rimen con su honor, valsecito del ayer... Luego vinieron otros triunfos como "Vida mía" el bolero "Te esperaré", "Amé y Perdí", "La parrita" y la obra "Sincera Confesión" sumamente difundida e inclusive, llevada a ritmo de salsa por el famoso Oscar D'León. En sus versos se expresa la entrega de un amor verdadero al decir: “Amar sin pedir nada a la vida, resanando mil heridas, así yo te quiero a ti..." 
Tuvo 5 hijas, Ana Cecilia, Patricia, Isabel, Susana y Rosa Ana, quienes también inspiraron muchos de sus temas.
Erasmo falleció en el 2006. Pero su amor por la música peruana ha dejado una huella imperecedera en el acervo musical de su país por sus múltiples composiciones y además creó escuela, enseñando a jóvenes cantautores, los secretos de la interpretación de la música criolla.